# آرثر رولي
آرثر رولي (بالإنجليزية: Arthur Rowley)‏ هو لاعب كرة قدم بريطاني في مركزي الهجوم، ولد في 9 مايو 1933 في ليفربول في المملكة المتحدة، وتوفي في 18 فبراير 2014 في Aintree ‏ في المملكة المتحدة. لعب مع نادي بارسكو ونادي ريكسهام ونادي كرو ألكساندرا ونادي ليفربول.